# Base sommergibili di Lorient
La base sommergibili di Lorient (o anche base sommergibili di Keroman) è un complesso di rifugi corazzati della seconda guerra mondiale, situato a Lorient in Bretagna ed è una delle cinque costruite dalla Kriegsmarine in Francia durante la guerra.
La struttura, che occupa l'estremità della penisola di Keroman, nella rada di Lorient e dà sul golfo di Biscaglia, prese il nome di base sommergibili "ingegnere generale Stosskopf" nel 1946.

## Storia e descrizione
Costruita tra il 1941 e il 1944 dalla Germania nazista durante l'occupazione, essa era destinata a base della 2. e della 10. Unterseebootsflottille (dal tedesco: la 2ª e la 10ª flottiglia sommergibili) di U-Boot della Kriegsmarine, nel quadro del dispositivo difensivo del vallo Atlantico. La sua presenza fu la causa della distruzione della città di Lorient dalle aviazioni britanniche e statunitensi nel gennaio e febbraio 1943, poi la resa tardiva della poche de Lorient il 10 maggio 1945.
La base sommergibili è stata recuperata dalla Marine nationale francese dopo il conflitto e fu utilizzata fino al 1997 come base dei sottomarini. Gestita dalla Marine nel quadro dello sviluppo del programma di SNLE francese, e per la creazione di costruzioni navali a base di materiali compositi, il sito è stato consacrato successivamente ad attività civili il cui polo d'attività è centrato sul mondo marittimo.
Dopo la fine degli anni 90, il sito è stato riconvertito in un polo nautico specializzato nel turismo e le regate. Esso accoglie anche un centro d'affari specializzato nella nautica, un museo nel sottomarino Flore e la Cité de la voile Éric Tabarly.
Il complesso è composto da tre bunker, Keroman I, II e III, due Dom-Bunkers sono situati nello spazio del porto di pesca di Keroman, mentre il terzo bunker è situato a Lanester, sulle rive dello Scorff. Il tutto ha richiesto il lavoro di 15 000 persone e l'uso di circa 1 milione di metri cubi di cemento. I tre bunker di Keroman contano tra 5 e 7 darsene destinati ad accogliere gli U-Boot, coperti da un tetto di una decina di metri di spessore.